# Kraljevi Ulice
Kraljevi ulice è un gruppo musicale croato fondato a Zagabria da Miran Hadži Veljković e Zlatko Petrović Pajo. Il nome della band tradotto in italiano significa "I Re della Strada".

## Dora e Eurovision
Partecipano al Dora 2006 , manifestazione canora croata per scegliere il rappresentante nazionale all'Eurovision , senza un buon esito per poi riprovarci nel 2008 con l'anziano Ladizlav Demeterffy 75 Cents ad accompagnarli dove vinsero grazie alla canzone Romanca.
Si classificarono 3° in semifinale e 21° in finale.

## Membri
- Hadzi Miran Veljkovic
- Zlatko Petrović Pajo
- Zoran Lovric
- Ladislav Demeterfy (75 Cents) †